# Ahmad Hasan al-Bakr
Ahmad Hasan al-Bakr (1. července 1914 – 4. října 1982) byl irácký politik a voják, představitel saddámovské strany Baas. Po únorovém převratu roku 1963 byl krátce premiérem Iráku. Patřil spolu s Husajnem ke hlavním strůjcům převratu roku 1968, který nastolil baasistický režim. V letech 1968–1979 byl prezidentem Iráku. V letech 1973–1979 premiérem. V letech 1974–1977 též ministrem obrany. Roku 1969 byl povýšen do hodnosti polní maršál. Roku 1976 ho postihl srdeční infarkt, po němž své pravomoce fakticky přenesl na Saddáma Husajna. Ten ho oficiálně nahradil roku 1979.